# 이천 YMCA 평화센터
이천 YMCA 평화센터는 경기도 이천시 관고동에 소재한 1층 석조건물이다. 6.25 전쟁 이후인 1953년 처음 완공되어 경찰서 부설 유치원, 고아원, 경찰서장 관사 등으로 활용되었다. 1968년부터 이천읍의 읍 전체 예비군 동대로 사용되어 관고동 예비군 동대로 불리다가 1998년 3월 1일부터 관고동으로 넘어가 관고동의 구 명칭인 구 관후리 사무소로 관리가 넘어갔다가 이후 현재는 민간단체인 YMCA 평화센터로 사용되고 있다.
장방형의 구조에 주 면은 석조로, 지붕은 슬레이트 구조로 되어 있으며 석조 쌓기 양식이나 줄눈처리 등 1950년대 대한민국의 건축 기술이 강조된 건물이다.